# 安部信之
安部 信之（あんべ のぶゆき）は、江戸時代前期の大名。武蔵国岡部藩2代藩主。官位は従五位下・丹波守。

## 経歴
慶長9年（1604年）、初代藩主・安部信盛の長男として誕生。寛永9年（1632年）12月に従五位下・丹波守に叙位・任官する。寛永11年（1634年）7月、3代将軍・徳川家光の上洛に従った。
寛文2年（1662年）3月6日、父の隠居により家督を継いだ。このとき、弟の信秀に1000石、信直に1000石を分与したため、岡部藩の所領は1万7250石となる。寛文8年（1668年）8月に大坂定番に任じられ、三河国宝飯郡に3000石を加増されて2万250石となる。延宝5年（1677年）6月に大坂定番を辞職し、延宝6年（1678年）4月2日に家督を長男・信友に譲って隠居した。
天和3年（1683年）7月28日に死去した。享年80。

## 系譜
父母
- 安部信盛（父）
- 清元院 ー 徳川家康の養女、保科正直の娘（母）

正室、継室
- 植村家政の娘（正室）
- 長谷川正尚の娘（継室）

子女
- 安部信友（長男）生母は正室
- 安部信厚
- 安部信世
- 安部信治
- 池田政武正室
- 松平忠明室
- 小浜広隆継室
- 秋鹿道重室
- 一色範風室